# Bootes Bank
Bootes Bank – ławica (bank) w kanadyjskiej prowincji Nowa Szkocja, w hrabstwie Guysborough, na północny wschód od zatoki Glasgow Harbour (45°19′25″N, 60°57′05″W); nazwa urzędowo zatwierdzona 1 marca 1961.